# Old Man of the Lake
Pour les articles homonymes, voir Old Man.
L'Old Man of the Lake est un bois flotté, probablement un tronc de tsuga, qui flotte verticalement dans les eaux du Crater Lake, dans l'Oregon, depuis au moins 1896. Grâce à l'eau froide du lac, ce tronc d'arbre est relativement bien préservé.

## Présentation

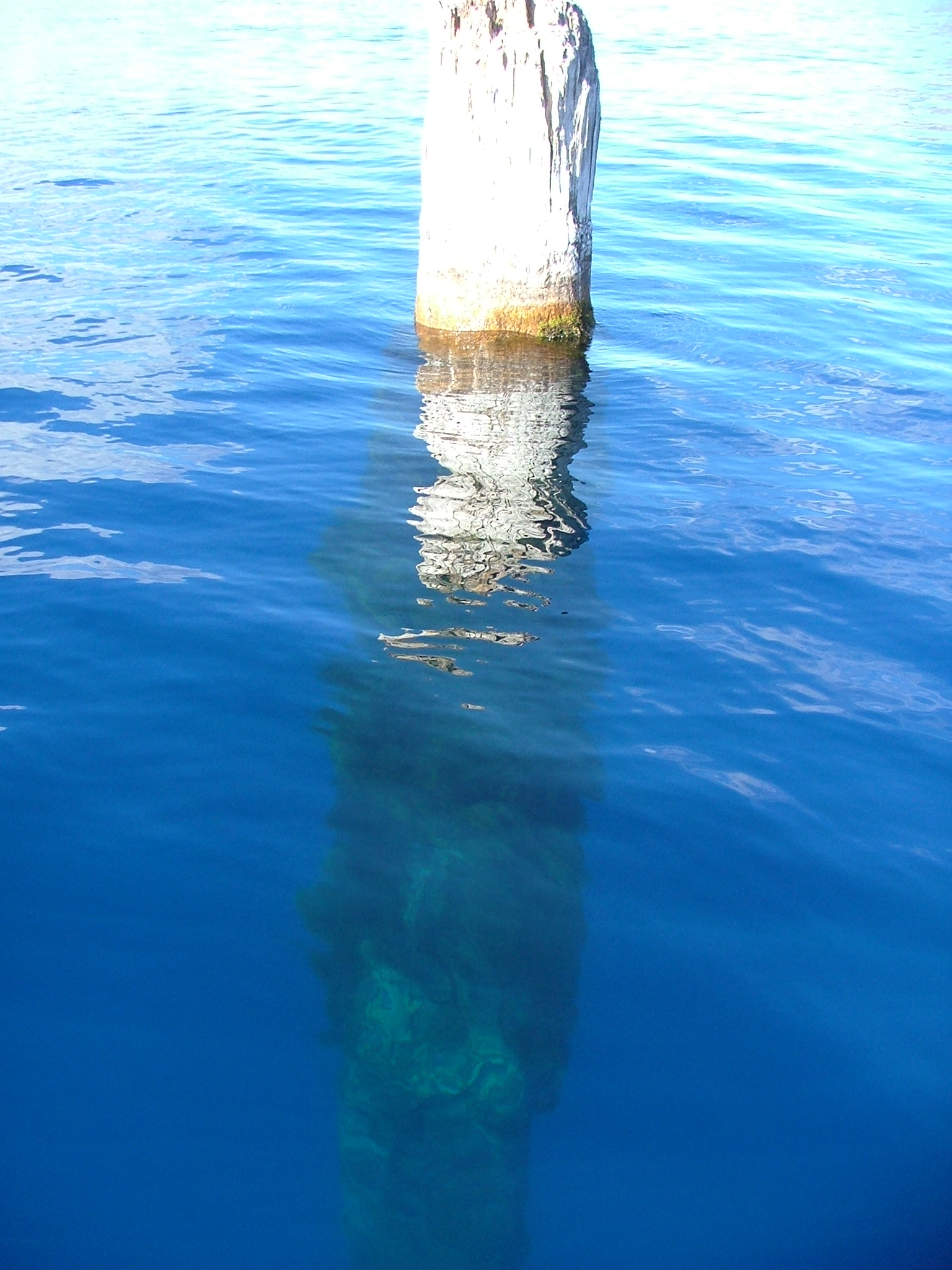
La partie inférieure du tronc (9 mètres environ) couverte d'une bryophyte aquatique est visible quand l'eau est claire et peu agitée.

L'exceptionnelle clarté de l'eau permet de voir la totalité de la partie du tronc immergée (les navires qui assurent le tour du lac pour les visiteurs du parc national passent régulièrement devant cet arbre).

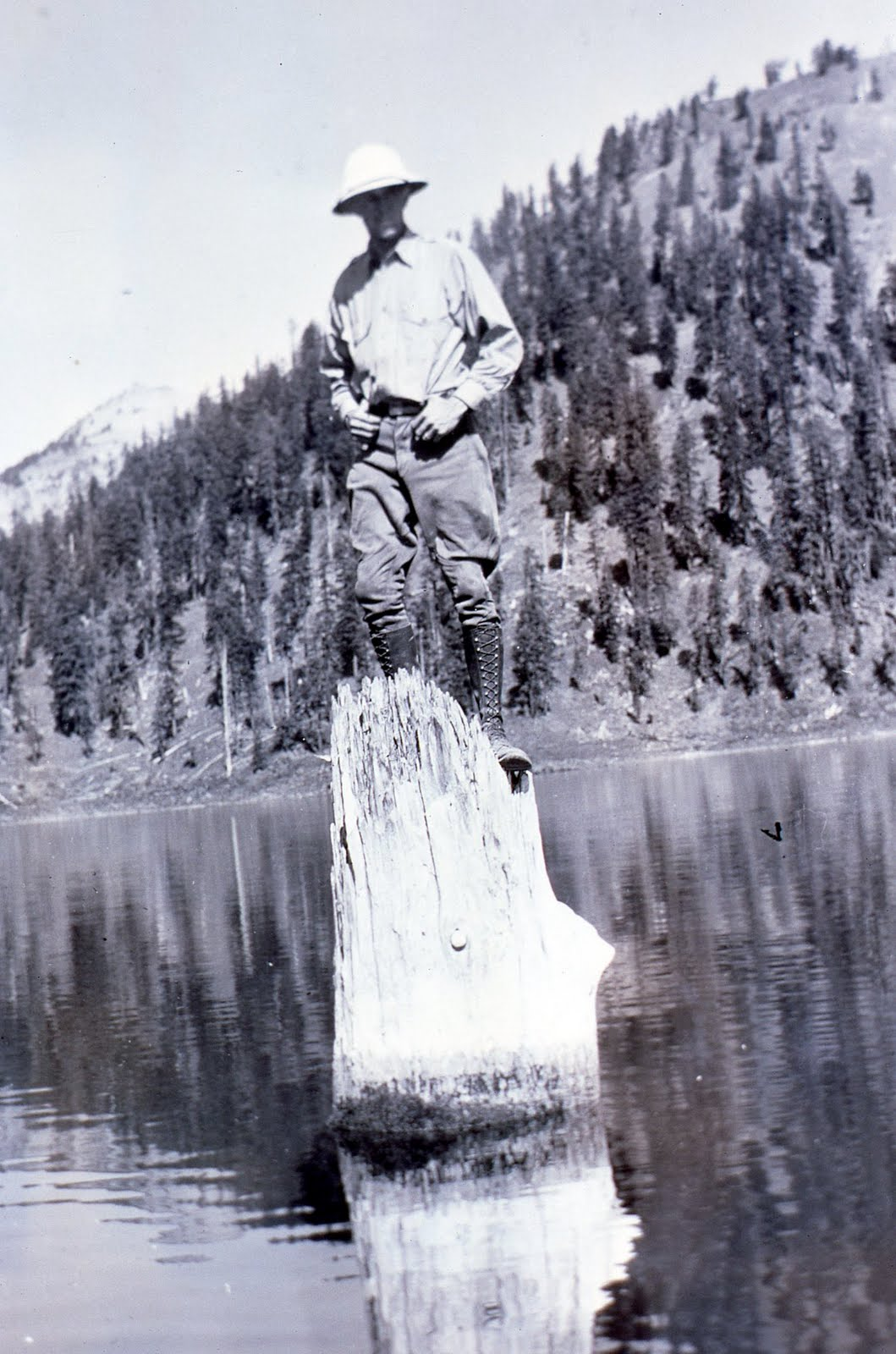
Les dimensions du tronc flotteur permettent de soutenir une personne (1938).

L'Old Man of the Lake mesure environ 9 mètres de longueur pour une largeur d'environ 60 centimètres à son sommet. Il ressort environ d'1,20 mètre de l'eau, partie blanchie par les éléments. La partie émergée est creusée et usée mais assez large et solide pour soutenir le poids d'un homme.
Joseph S. Diller publia la première étude géologique du cratère en 1902, la même année où la zone fut déclarée parc national. Dans ses travaux, Diller décrit brièvement un large tronc flottant à la verticale dans le lac et qu'il avait découvert 6 ans auparavant soit en 1896, donnant un âge minimum certain du Old Man of the Lake.
En 1938, l'emplacement de l'Old Man of the Lake a été enregistré entre le 1er juillet et le 30 septembre. Ces observations ont indiqué qu'il se déplace beaucoup, et parfois avec une vitesse surprenante. Pendant la période d'observation de 1938, l'Old Man of the Lake a parcouru au moins 99,9 km (62,1 miles). Les plus grands déplacements ont eu lieu les jours de grand vent et de fortes vagues.
La Fontinalis, une mousse présente dans les eaux du lac jusqu'à une profondeur de 120 m, couvre le tronc sur sa partie immergée.